# Carles de Prússia
Carles de Prússia, príncep de Prússia (Palau de Charlottenburg, 1801 - Berlín, 1883). Príncep de Prússia amb el tractament d'altesa reial que formà part de l'exèrcit prussià.
Nascut al Palau de Charlottenburg el dia 29 de juny de l'any 1801 essent fill del rei Frederic Guillem III de Prússia i de la princesa Lluïsa de Mecklenburg-Strelitz. Carles era net per via paterna del rei Frederic Guillem II de Prússia i de la landgravina Frederica de Hessen-Darmstadt mentre que per via materna ho era del príncep Carles de Mecklenburg-Strelitz i de la landgravina Frederica de Hessen-Darmstadt.
El dia 26 de maig de 1827 contragué matrimoni al Palau de Charlottenburg amb la princesa Maria Lluïsa de Saxònia-Weimar-Eisenach, filla del gran duc Carles Frederic I de Saxònia-Weimar-Eisenach i de la gran duquessa Maria de Rússia. La parella tingué tres fills:
- SAR el príncep Frederic Carles de Prússia, nat el 1828 a Berlín i mort el 1885 a Klein-Glienicke. Es casà el 1854 a Berlín amb la princesa Maria Anna d'Anhalt.

- SAR la princesa Maria Lluïsa de Prússia, nada el 1829 a Berlín i morta el 1901 a Frankfurt. Es casà el 1853 al Palau de Charlottenburg amb el landgravi Aleix de Hessen-Philippsthal-Barchfeld de qui es divorcià el 1861.

- SAR la princesa Maria Anna de Prússia, nada el 1836 a Berlín i morta el 1918 a Frankfurt. Es casà el 1853 al Palau de Charlottenburg amb el landgravi Frederic Guillem de Hessen-Kassel.

Integrant de l'exèrcit prussià. Morí el dia 21 de gener de l'any 1883 a Berlín a l'edat de vuitanta-un anys.